# Vasile Andrei
Vasile Andrei (n. 28 iulie 1955, Albești, România) este un fost luptător român care a practicat atât stilul greco-roman, cât și stilul liber. A fost laureat cu aur la Los Angeles 1984 și cu bronz la Moscova 1980. A fost și vicecampion mondial în 1982 și în 1986.
S-a apucat de lupte la Clubul Progresul București, sub conducerea lui Dumitru Pârvulescu, apoi a activat la CSA Steaua, fiind pregătit de Gheorghe Suteu.
A fost portdrapelul României la Moscova 1980 și la Seul 1988.

## Distincții
- Ordinul „Meritul Sportiv” clasa a III-a (15 aprilie 1981) „pentru rezultatele deosebite obținute la Jocurile olimpice de vară de la Moscova — 1980, precum și pentru contribuția adusă la dezvoltarea activității sportive și la creșterea prestigiului sportului românesc pe plan internațional”[2]